# Burg Burgjoß
Die Burg Burgjoß, auch Schloss Burgjoß, Burg Jossa genannt, ist ein Schloss an Stelle einer älteren Wasserburg am Ortsrand von Burgjoß (Main-Kinzig-Kreis) im hessischen Spessart.

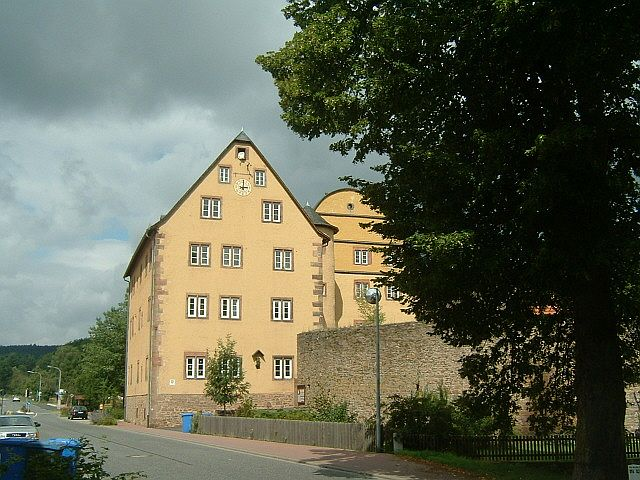
Straßenseite

## Geschichte

### Mittelalter
Die Burg „Jazaha“ an der Jossa dürfte nach ihren baulichen Merkmalen gegen Ende des 12. oder zu Anfang des 13. Jahrhunderts als fuldisches Lehen entstanden sein. Zu dieser Zeit ist mit den Herren von Jossa in dem wesentlich älteren Ort (ersterwähnt im 9. Jahrhundert) eine Seitenlinie der Herren von Steckelberg fassbar, die sich von Jasza nennt. Die Niederungsburg diente der Kontrolle einer älteren Straße. Es handelte sich dabei ursprünglich um einen burgähnlichen Holzbau, der auf Pfählen ruhte und von einem Wassergraben umgeben war. Im 12. Jahrhundert (um 1160) entstand anstelle der Holzkonstruktion eine aus Sandstein errichtete Burganlage.
1176 belehnte das Kloster Fulda die Herren von Jossa mit Burg und Gericht, doch als diese sich dann im 13. Jahrhundert an der Bergstraße ansiedelten, wurden deren Güter nach und nach verkauft. Danach wechselten Burg und Gericht mehrmals den Besitzer. Bereits 1326 besaßen die Isenburger ein Viertel der Burg. Durch das Aussterben der Herren von Jossa vor 1367 wurde die Anlage zur Ganerbenburg. Anteile an dem Besitz wechselten mehrfach zwischen verschiedenen Niederadligen Familien der Region, wie den Herren von Hutten, den Herren und Grafen von Hanau und auch höherständigen Adeligen, wie den Grafen von Rieneck und den Kurfürsten von Mainz.

### Neuzeit
1451 gehörte den Grafen von Hanau-Münzenberg die Hälfte, der andere Teil war Besitz der Herren von Thüngen und denen von Hutten. Die von Hutten erwarben mit der Zeit die gesamte Ortschaft, verkauften aber ihren gesamten Besitz im Tal der Jossa im Jahr 1541 an das Erzstift Mainz.
Es folgte bis 1573 ein größerer Umbau unter Kurfürst Daniel Brendel von Homburg zu einem Renaissance-Wasserschloss. Kurmainz nutzte die Burg als Kellerei. Sie blieb als „Kellerey Burgjoßa“ Verwaltungsmittelpunkt im Jossatal, mit den Dörfern Burgjoß, Mernes, Oberndorf und Deutelbach. Mit der Säkularisation 1803 kam der Jossgrund zum neu geschaffenen Fürstentum Aschaffenburg, 1810 zum napoleonischen Großherzogtum Frankfurt, 1814, im Pariser Frieden an das Königreich Bayern, 1867 nach dem für Bayern verlorenen Deutschen Bruderkrieg an Preußen, und schließlich 1945 an das neu gegründete Land Hessen. Seit der Zugehörigkeit zu Bayern (1814–1866) befindet sich in der Burg ein Forstamt, das heute noch besteht.

## Anlage
Die Gräben der ehemaligen Wasserburg wurden eingeebnet und sind nur noch schwach erkennbar. Die ältesten erhaltenen, mittelalterlichen Relikte sind ein halbrunder, schildmauerartiger Turmbau sowie Teile der ovalen Ringmauer. Der Turmbau wurde, nach staufischer Art mit Buckelquadern errichtet. Hier finden sich Steinmetzzeichen, die auf eine gleichzeitige Erbauung mit der Pfalz Gelnhausen hindeuten. Die Mauern des Turmbaus sind bis zu vier Meter dick.
Teilweise auf das ältere Mauerwerk aufgesetzt sind die heute dominierenden Renaissance-Bauten aus dem 16. Jahrhundert. Auf dem Fundament des halbrunden Turms entstand ein dreigeschossiger Bau mit Giebelfassade zum Innenhof. Der dreigeschossige Hauptbau auf rechteckigem Grundriss dominiert die Anlage. An der Hofseite ist ein viergeschossiger Treppenturm angebaut. Das dortige Portal sowie ein Fenster des Gebäudes tragen die Jahreszahl 1573. Am Portal befindet sich zusätzlich ein viergeteiltes Wappen mit dem Mainzer Rad, dem Zeichen der Kurfürsten von Mainz. An die Burg schließt sich seit 1973 mit dem Burgwiesenpark eine größere Gartenanlage der Gemeinde Jossgrund an.